# Озёра Уганды
Ниже представлен список озёр Республики Уганда.

## Список
- Озеро Озеро Альберт[1][2]
- Озеро Бисина[англ.][2]
- Озеро Бугондо
- Озеро Будзюку
- Озеро Буньоньи[англ.]
- Озеро Бухера
- Озеро Вамала[англ.]
- Озеро Виктория[3][2]
- Озеро Джордж[2]
- Озеро Эдуард[4][2]
- Озеро Кабака
- Озеро Катве
- Озеро Качера
- Озеро Каюмбу
- Озеро Кваниа[англ.][2]
- Озеро Китандра
- Озеро Кьога[5][2]
- Озеро Кяхави
- Озеро Магади
- Озеро Мбуро
- Озеро Мулехе
- Озеро Мутанда[англ.]
- Озеро Набугабо[англ.]
- Озеро Накивали
- Озеро Накува
- Озеро Нкугуте
- Озеро Ньябихоко
- Озеро Ньямусингир
- Озеро Нюнгу
- Озеро Опета[англ.]
- Озеро Рутото
- Озеро Сака

## Озёра, находящиеся на территории нескольких государств (в том числеРеспублики Уганда)
| Название | Государства       | Государства                      | Государства      |
| Название | 1-е               | 2-е                              | 3-е              |
| -------- | ----------------- | -------------------------------- | ---------------- |
| Альберт  | Республика Уганда | Демократическая Республика Конго | —                |
| Виктория | Республика Уганда | Объединённая Республика Танзания | Республика Кения |
| Эдуард   | Республика Уганда | Демократическая Республика Конго | —                |